# Schenkelhammer

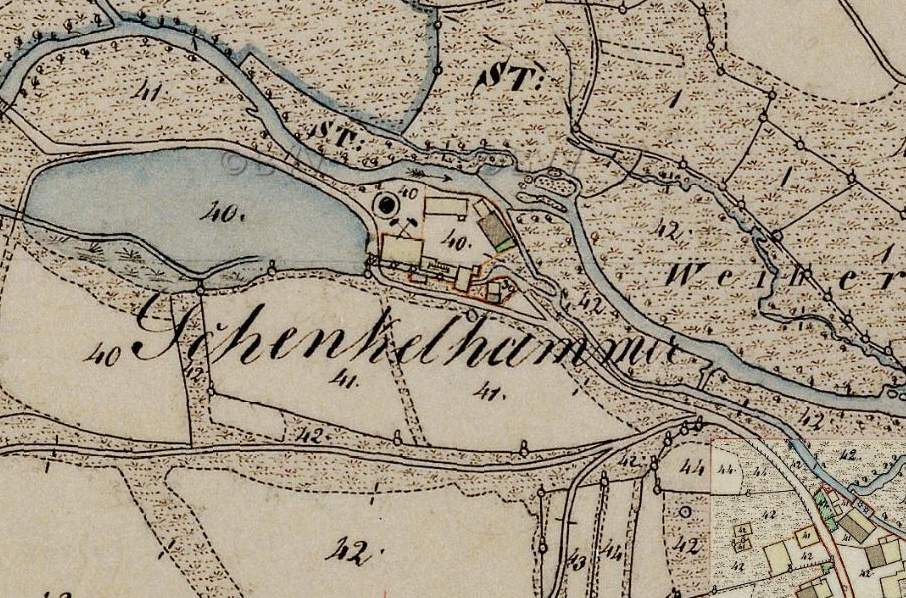
Lageplan des Schenkelhammers auf dem Urkataster von Bayern

Der Schenkelhammer zu Ebnath war ein am nördlichen Ortsausgang gelegener Hammer. Er wurde vom Wasser der Fichtelnaab angetrieben und hatte noch nach dem Abgang des Dorfhammers Ebnath Bestand.

## Geschichte
Seit Anfang des 17. Jahrhunderts werden zu Ebnath zwei Hämmer genannt, einer davon ist der Hammer im Dorf und der andere der „Üeberen Hammer“, später „Schenkelhammer“ genannt. Es wird angenommen, dass dieses Werk zwischen 1470 und 1500 errichtet wurde. 1670 saß hier Hans Sigmund Schreyer, er musste 2 fl 52 Kr „ordinari 2/3 Landsteuer“ zahlen. Am 18. Januar 1684 heiratete dessen Tochter Barbara den Zimmer- und Baumeister Johann Schenkl, Sohn des Hüttenmeisters Georg Schenkl uf der Hütten (heute Warmensteinach). Seit dieser Zeit trägt der Hammer den Namen „Schenkelhammer“.
Im Volksmund heißt er auch Hobacht, denn durch den Hof des Hammers führte der Verkehrsweg vom Fichtelberg her und wenn der Zerennherd des Hammers entleert wurde, lief ein Geselle ins Freie und warnte die vorbeikommenden Viehgespanne und Viehtreiber mit einem lauten Ruf „Obacht!“, um ein eventuelles Scheuen der Tiere wegen des Funkenflugs zu vermeiden. Das Werk war noch 1872 in Betrieb, dann legte man es still und in dem Gebäude wurde eine Spiegelglasschleife eingebaut. Letztlich wurde auch diese zu einem Elektrizitätswerk umgebaut und eine Zeit lang wurde hier noch eine Holzwollhobelei betrieben.